# Петер Кмец
Петер Кмец (словац. Peter Kmec; нар. 11 листопада 1966, Нітра) — словацький дипломат і політик, віцепрем'єр-міністр з питань Плану відновлення і стійкості та використання коштів ЄС з 2023 року.

## Біографія
Петер Кмец навчався в Московському державному інституті міжнародних відносин у 1985-1990 роках, також закінчив юридичний факультет Університету Коменського в Братиславі.
Протягом своєї дипломатичної кар'єри Кмец був заступником посла в посольстві Словаччини в Ізраїлі з 2000 по 2003 рік, пізніше працював послом у Швеції, а з 2012 по 2018 рік - послом у Сполучених Штатах.
Повернувшись до Словаччини, Петер Кмец пішов у політику в 2020 році, був обраний до парламенту Словаччини від партії КУРС-СД. Невдовзі після обрання, 17 червня, Кмец вийшов з КУРСу і приєднався до нової партії «ГОЛОС-СД» Петера Пеллегріні, який також вийшов з партії «КУРС». У 2023 році був переобраний до парламенту за партією ГОЛОС. 25 жовтня того ж року Петер Кмец став віцепрем'єр-міністром з питань Плану відновлення в четвертому уряді Роберта Фіцо.